# Rheinböllen
Rheinböllen est une municipalité et chef-lieu du Verbandsgemeinde Rheinböllen, dans l'arrondissement de Rhin-Hunsrück, en Rhénanie-Palatinat, dans l'ouest de l'Allemagne.

## Liens externes

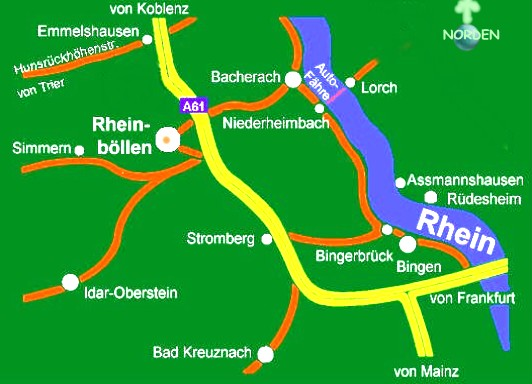
Carte de la région de Rheinböllen
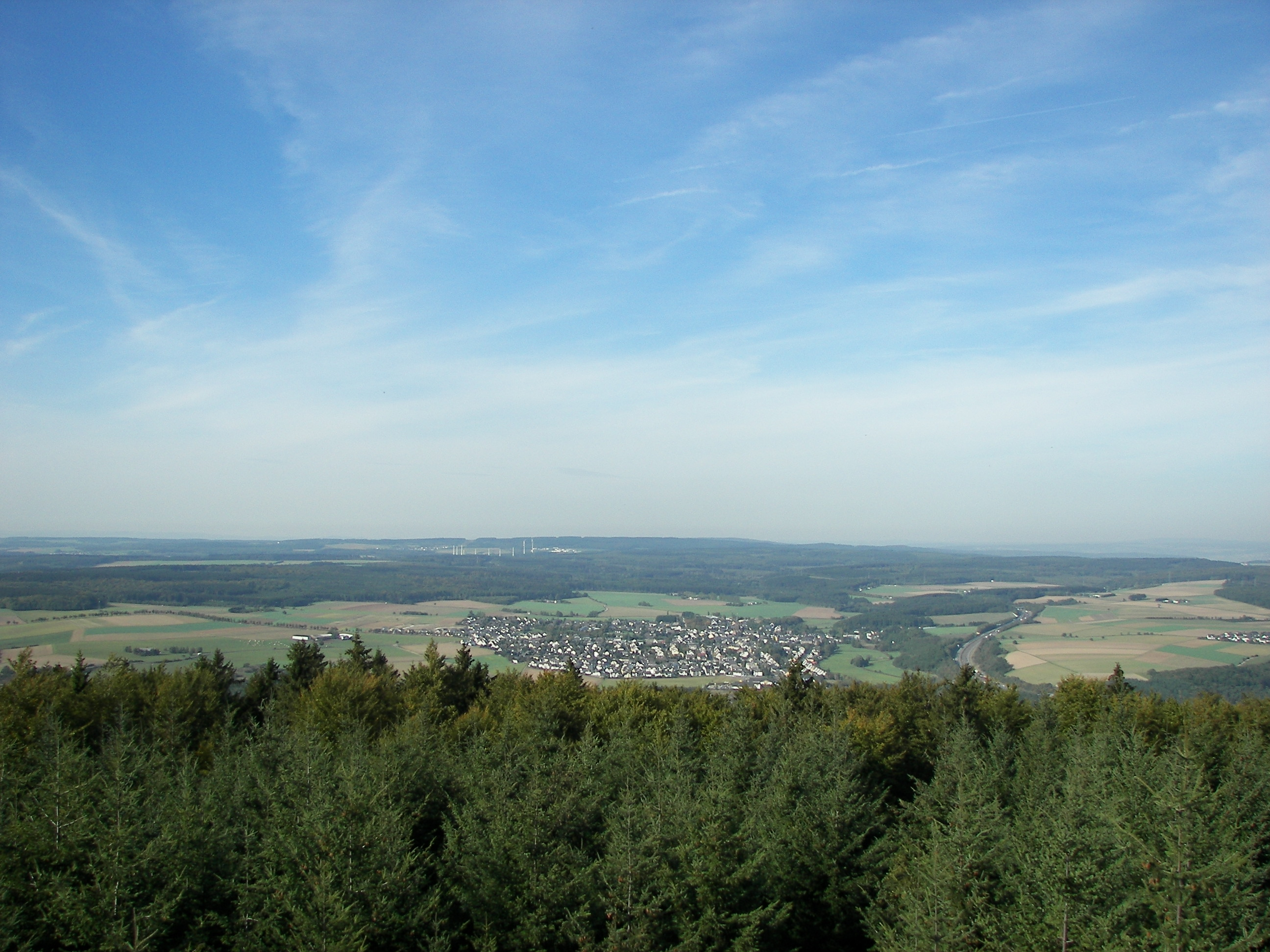
Vue aérienne de Rheinböllen
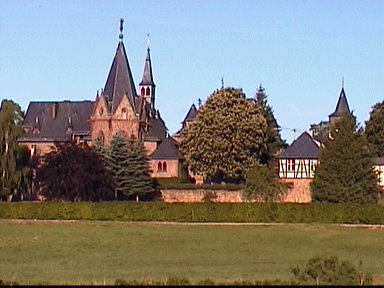
Fondation Puricelli